# جون سالتر
جون سالتر (بالإنجليزية: John William Salter)‏ (و. 1820 – 1869 م) هو عالم نبات، وإحاثي، من إنجلترا، توفي في لندن، عن عمر يناهز 49 عاماً.